# Liste der Kulturdenkmale in Schleinitz (Nossen)
In der Liste der Kulturdenkmale in Schleinitz sind die Kulturdenkmale des Nossener Ortsteils Schleinitz verzeichnet, die bis Juni 2021 vom Landesamt für Denkmalpflege Sachsen erfasst wurden (ohne archäologische Kulturdenkmale). Die Anmerkungen sind zu beachten.
Diese Aufzählung ist eine Teilmenge der Liste der Kulturdenkmale in Nossen.

## Schleinitz
| Bild           | Bezeichnung | Lage                                          | Datierung | Beschreibung | ID       |
| -------------- | --- | --------------------------------------------- | --- | --- | -------- |
| Weitere Bilder | Sachgesamtheit Königlich-Sächsische Triangulierung („Europäische Gradmessung im Königreich Sachsen“); Station 102, Schleinitzhöhe | (Flurstück 367) (Karte)                       | Bezeichnet mit 1868 | Triangulationssäule; Station 2. Ordnung, vermessungsgeschichtlich und technikgeschichtlich von Bedeutung. Seit 2008 ist der Platz um die Säule auf der Schleinitzhöhe durch die drei angrenzenden Gemeinden neu gestaltet wurden. Der Pfeiler aus Laussnitzer Granit auf quadratischem Grundriss ist im unteren Teil Sockelbereich unbehauen und abgesetzt. Die Höhe über dem Boden beträgt 1,7 m. Die Inschrift „Station/SCHLEINITZHÖHE/der Kön:Sächs:/Triangulirung/1868.“ auf dem Pfeiler ist noch gut zu lesen und zeigt nach Norden. Die Säule steht sichtbar schief. Das aktuelle Zentrum mit Betonsäule ist ca. zwölf Meter südlicher gegründet. Der Granit ist stark schwarz verwittert. Auf der Ostseite ist ein großer Höhenbolzen einzementiert, der eventuell später eingebracht wurde. Waldstreifen insbesondere im Osten und Süden schränken die Sicht zu Nachbarstationen ein. Nach Norden ist der Blick noch heute frei. Die exzentrischen Festlegungen sind ausgeschraubt, eine Abdeckplatte fehlt gänzlich. | 09305041 |
| Weitere Bilder | Schloss und Rittergut Schleinitz (Sachgesamtheit) | Schleinitz 1, 1b, 2, 2a, 2b, 3, 3a, 4 (Karte) | 16. Jahrhundert | Sachgesamtheit Schloss und Rittergut Schleinitz mit den Einzeldenkmalen: Schloss (Nr. 1b, mit Kapelle), zweibogige Schlossbrücke über den Wassergraben mit zwei Torbäumen, weitere Brücke von der Kapelle über den Graben, Federviehhaus im Graben, Grabenmauer, Eiskeller (sog. Peterskeller), Gutspark mit Begräbnis der Familie von Friesen, Gerichtsgebäude (Nr. 3), Speicher mit Wohnanbauten (Nr. 1/3a), Wirtschaftsgebäude (einschließlich Stalltrakt, Nr. 2), Remise, Spritzenhaus, Einfahrt, Reste der Hofmauern und Scheune des Gutshofes (09268083), Gedenksäule (09303979), mit dem Sachgesamtheitsteil: weitere Wohn- und Wirtschaftsgebäude (Nr. 2a, 2b, 3a, 4), sowie Wassergraben um das Schloss als Sachgesamtheitsteil; Schloss im Wesentlichen im 16. Jahrhundert entstanden, einer der beeindruckendsten Landsitze in der Lommatzscher Pflege, Stammsitz des bedeutenden Adelsgeschlechts derer von Schleinitz, einstige Wasserburg, wertvolle spätgotische Schlosskapelle mit reichem Zellengewölbe, separat stehendes barockes Gerichtsgebäude mit Turm, Gutspark mit Bachlauf, Teich, Brücken, Treppen und Begräbnis der Familie von Friesen, baugeschichtlich, regionalgeschichtlich, kunstgeschichtlich, gartengeschichtlich und ortsbildprägend von Bedeutung. Der Eiskeller, sogenannter Peterskeller, diente als Vorratskeller für die Brennerei. Er hat eine Länge von 22,80 m, einer Breite von 4,70 m und einer Höhe von 2,30 m. Die Anlage besteht aus einem Haupt- und Nebenkeller (weitere Maßangaben, beziehen sich wohl auf einen der beiden Teile, Länge = 13,70 m, Breite =2,70 m und Höhe =2,10 m). | 09303981 |
| Weitere Bilder | Schloss (Nr. 1b, mit Kapelle), zweibogige Schlossbrücke über den Wassergraben mit zwei Torbäumen, weitere Brücke von der Kapelle über den Graben, Federviehhaus im Graben, Grabenmauer, Eiskeller (sog. Peterskeller), Gutspark mit Begräbnis der Familie von Friesen, Gerichtsgebäude (Nr. 3), Speicher mit Wohnanbauten (Nr. 1/3a), Wirtschaftsgebäude (einschließlich Stalltrakt, Nr. 2), Remise, Spritzenhaus, Einfahrt, Reste der Hofmauern und Scheune des Gutshofes (Einzeldenkmale der Sachgesamtheit 09303981) | Schleinitz 1, 1b, 2, 3, 3a (Karte)            | 16. Jahrhundert (Schloss); 1518 (Schlosskapelle); 18. Jahrhundert (Gerichtsgebäude); bezeichnet mit 1781 (Schlossbrücke); bezeichnet mit 1907 (vom Ostschluss der Kapelle) | Einzeldenkmale der Sachgesamtheit Schloss und Rittergut Schleinitz; Schloss im Wesentlichen im 16. Jahrhundert entstanden, einer der beeindruckendsten Landsitze in der Lommatzscher Pflege, Stammsitz des bedeutenden Adelsgeschlechts derer von Schleinitz, einstige Wasserburg, wertvolle spätgotische Schlosskapelle mit reichem Zellengewölbe, separat stehendes barockes Gerichtsgebäude mit Turm, baugeschichtlich, regionalgeschichtlich, kunstgeschichtlich und ortsbildprägend von Bedeutung. | 09268083 |
| Weitere Bilder | Wegestein | Schleinitz 2b (vor) (Karte)                   | 1. Hälfte 19. Jahrhundert | Verkehrsgeschichtlich bedeutend. Mit Sockel, Schaft, pyramidenförmiger Abdeckung sowie Richtungsanzeigen und Inschriften in vertieften, ovalen Feldern. | 09303978 |
| Weitere Bilder | Gedenksäule (Einzeldenkmal der Sachgesamtheit 09303981) | Schleinitz 3a (neben) (Karte)                 | 19. Jahrhundert | Einzeldenkmal der Sachgesamtheit Schloss und Rittergut Schleinitz; soll vor allem an die Rittergutsfamilie von Zehmen erinnern, die Schleinitz von 1773 bis 1906 innehatten. Stele wohl aus mehreren älteren und unterschiedlichen Teilen zusammengesetzt, ortsgeschichtlich bedeutend. | 09303979 |
| Weitere Bilder | Vierseithof mit Wohnstallhaus, Scheune, Stallgebäude, frei stehendes Backhaus, Toreinfahrt und Hofpflasterung | Schleinitz 10 (Karte)                         | Bezeichnet mit 1819 (Wohnstallhaus); bezeichnet mit 1845 (Stallgebäude); ursprünglich bezeichnet mit 1852 (Scheune)                                                        | Wohnstallhaus und Stallgebäude beide Obergeschoss Fachwerk verputzt, Fachwerk-Scheune, geschlossen erhaltener, landschaftstypischer Bauernhof, baugeschichtlich und wirtschaftsgeschichtlich von Bedeutung | 09268086 |
| Weitere Bilder | Wohnhaus (Nr. 12a), Seitengebäude (Nr. 12b) und Scheune eine Dreiseithofes | Schleinitz 12a, 12b (Karte)                   | Um 1800 | Beiden ersteren mit Fachwerk im Obergeschoss, markantes ländliches Anwesen seiner Zeit, baugeschichtlich bedeutend. | 09268084 |
| Weitere Bilder | Wohnhaus | Schleinitz 15 (Karte)                         | Bezeichnet mit 1806 | Obergeschoss Fachwerk, baugeschichtlich von Bedeutung. Fachwerk teils unter dem Putz erhalten, „Sauerkraut“-Platten vorgesetzt, teils verbrettert. | 09269818 |

## Tabellenlegende
- Bild: Bild des Kulturdenkmals, ggf. zusätzlich mit einem Link zu weiteren Fotos des Kulturdenkmals im Medienarchiv Wikimedia Commons. Wenn man auf das Kamerasymbol klickt, können Fotos zu Kulturdenkmalen aus dieser Liste hochgeladen werden:
- Bezeichnung: Denkmalgeschützte Objekte und ggf. Bauwerksname des Kulturdenkmals
- Lage: Straßenname und Hausnummer oder Flurstücknummer des Kulturdenkmals. Die Grundsortierung der Liste erfolgt nach dieser Adresse. Der Link (Karte) führt zu verschiedenen Kartendiensten mit der Position des Kulturdenkmals. Fehlt dieser Link, wurden die Koordinaten noch nicht eingetragen. Sind diese bekannt, können sie über ein Tool mit einer Kartenansicht einfach nachgetragen werden. In dieser Kartenansicht sind Kulturdenkmale ohne Koordinaten mit einem roten bzw. orangen Marker dargestellt und können durch Verschieben auf die richtige Position in der Karte mit Koordinaten versehen werden. Kulturdenkmale ohne Bild sind an einem blauen bzw. roten Marker erkennbar.
- Datierung: Baubeginn, Fertigstellung, Datum der Erstnennung oder grobe zeitliche Einordnung entsprechend des Eintrags in der sächsischen Denkmaldatenbank
- Beschreibung: Kurzcharakteristik des Kulturdenkmals entsprechend des Eintrags in der sächsischen Denkmaldatenbank, ggf. ergänzt durch die dort nur selten veröffentlichten Erfassungstexte oder zusätzliche Informationen
- ID: Vom Landesamt für Denkmalpflege Sachsen vergebene, das Kulturdenkmal eindeutig identifizierende Objekt-Nummer. Der Link führt zum PDF-Denkmaldokument des Landesamtes für Denkmalpflege Sachsen. Bei ehemaligen Kulturdenkmalen können die Objektnummern unbekannt sein und deshalb fehlen bzw. die Links von aus der Datenbank entfernten Objektnummern ins Leere führen. Ein ggf. vorhandenes Icon  führt zu den Angaben des Kulturdenkmals bei Wikidata.

## Ausführliche Denkmaltexte
1. ↑  Schloss und Rittergut Schleinitz (Dehio Sachsen I 1996):
  - Schloss und Rittergut, heute Gemeindeamt. Erstmals 1234 genannt. Stammsitz derer von Schleinitz und Mittelpunkt ihrer großen meißnischen Grundherrschaft („Schleinitzer Ländchen“), zu denen noch solche in Böhmen kamen. Die mittelalterliche Wasserburg mit zwei Rundtürmen des 15. Jahrhunderts im Jahre 1518 durch eine bedeutende spätgotische Schlosskapelle ergänzt. Ausbau der Burg zum Schloss unter den Herren von Loß seit 1594 und von Bose seit 1664, wobei nach Erhöhung des den Burggraben am äußeren Rand umlaufenden Walls ihre erdgeschossigen Teile aus dem 15. und 16. Jahrhundert zum Untergeschoss wurden. Folglich musste das Obergeschoss, nunmehr Erdgeschoss des seit der Mitte 17. Jahrhunderts wohl über älterer Grundlage errichteten Hauptbaus mit Steilwalmdach, durch eine nördlich vorgelegte, über den Graben führende neue höhere Schlossbrücke erschlossen werden. Auf die Herren von Zehmen, seit 1773, folgten 1806 bis 1945 die Herren von Friesen, die das Schloss 1905/06 durch Hans Gerlach restaurieren und dabei den Hauptbau vor allem im Inneren stark umgestalten ließen. Unregelmäßig erscheinende beengte Baugruppe, ein- und zweigeschossig über hohem Untergeschoss, verputzt, mit Sattel- und Walmdächern, vom verlandeten Burggraben umgeben, der künstlich bewässert werden konnte. Die Anlage öffnet sich nach Norden zum Gutshof, der jenseits des Grabens liegt. Die runden Unterbauten der beiden Ecktürme an der nordöstlichen und der nordwestlichen Ecke der Haupt- und Eingangsfront, ehemalige Wehrtürme, und die sie verbindende, gegen den Graben abgrenzende Wehrmauer, sind die ältesten Teile des Schlosses. Zwischen den Türmen und der Mauer ein Innenhof, der Zwinger der ältesten Anlage, in der Mauer ein zum Graben geöffnetes Tor und ein an der Außenseite angesetzter Pfeiler als Auflage für eine Holzbrücke, der anzeigt, dass ursprünglich der ehemalige tiefere Graben auf dieser Höhe überschritten wurde. Im Zwinger am Nordostturm zwei Tore, die zu den Gewölberäumen und ins Obergeschoss führen, das rechte ein spitzbogiges Sandsteinportal aus dem 15. Jahrhundert. Das zweite Obergeschoss über dem Nordostturm, sogenanntes Herrenzimmer, um 1518 in Rechteckform aufgesetzt, zugleich mit der südlich anliegenden Kapelle, vor seinem Steilsatteldach nach Norden dreigeschossiger Ziergiebel mit Vorhangbogenblenden und ansteigenden Pfeileraufsätzen, an der Nordfront Erker mit hohem Giebeldach, das in den Ziergiebel einschneidet, an der Ostseite weiterer Erker mit abgeschlepptem Dach, die Fenstergewände aus Sandstein.
  - Schlosskapelle mit 3/8-Ostschluss, die Fenster rundbogig mit Rahmen, die maßwerkartig abschließen, aus Holz, zwei Fenster im Chor an der Seite zum Innenraum mit Vorhangbogengewänden aus Sandstein. Über der Kapelle Wohngeschoss, sogenanntes Brückenzimmer, mit gleichem Grundriss, in gleicher Höhe wie das Turmgeschoss, sein Giebel gegen den Innenhof 1905 als neubarocker Schweifgiebel ausgebildet. Im Innern Erdgeschoss und erstes Obergeschoss mit Zellengewölbe, dort ein Schlussstein mit Christuskopf im Relief. In der Kapelle ebenfalls reiches Zellengewölbe. Das Sakramentshaus an der Nordwand aus Sandstein, bezeichnet 1518, eine hervorragende Steinmetzarbeit mit einer unteren, durch eine Eisentür geschlossenen Nische, die sich über einer profilierten Sockelplatte zwischen zwei gewundenen Stäben aufbaut und von einem Sturz mit den Wappen derer von Schleinitz und derer von Seebach überfangen wird, und einer oberen, offenen Nische mit Vorhangbogenschluss. Die untere Nische für die Verwahrung des Sakraments mit lateinischer Inschrift am Sockel (Einsetzungsworte), die obere für seine Aussetzung an bestimmten Zeiten des Kirchenjahres. Neugotische Brüstung an der Westempore.
  - Im Brückenzimmer Holzdecke über spätgotischen profilierten Balken. Vom Ostschluss des Obergeschosses führt eine Eisenbrücke von 1907 über den Graben hinweg in den ehemaligen Schlossgarten. Der beherrschende Hauptbau schlicht, mit zwei Obergeschossen über dem Untergeschoss und Steilwalmdach mit Gaupen, Fenster, zum Teil gedoppelt, mit profilierten Sandsteingewänden, die glatten Gewände aus dem 18. Jahrhundert, der Eingangsvorbau mit Sandsteinportal und darüberliegendem Balkon sowie die seitlichen erdgeschossigen Anbauten von 1905, an der Rückseite Aborterker. Der niedrigere westliche Teil des Hauptbaus nach Norden abgewinkelt, den südwestlichen Turm des 15. Jahrhunderts überbauend, die Fassaden in ähnlicher Art wie der Hauptbau, das Dach nördlich abgewalmt. Das Innere völlig verändert.
  - Zweibogige Schlossbrücke aus Quadermauerwerk, bezeichnet 1781, mit Nebentreppen, die in den Zwinger und in den Graben führen: Fortsetzung der Brücke über den Zwingerhof hinweg bis an das Hauptportal.
  - Im Gutshof nördlich in der Mitte ehemaliges Gerichtsgebäude, Anfang 18. Jahrhundert, ein zweigeschossiger stattlicher Putzbau, in seinem gemäßigt barocken Mittelrisalit das Portal, darüber ein gedoppeltes Fenster und ein hochrechteckiger Aufsatz mit ovalem Fenster und Segmentgiebelabschluss, über First Dachreiter, die Haube verloren.
  - Östlich die große Scheune, jetzt Museum, ein Putzbau, mit zwei rundbogigen Toren, bezeichnet mit 1558, westlich ein Nebengebäude mit überwölbten Ställen, an der Fassade bezeichnet mit 1845, sein Walmdach mit Fledermausgaupen.